# Brandur Olsen
Brandur Hendriksson Olsen (ur. 19 grudnia 1995 w Skálavík na Wyspach Owczych) – farerski piłkarz występujący na pozycji pomocnika w norweskim klubie Fredrikstad FK oraz reprezentacji swojego kraju.

## Kariera klubowa
Olsen rozgrywał mecze w juniorskich drużynach B71 Sandoy oraz FC København. 23 września 2014 z drugim z tych klubów podpisał trzyletni kontrakt. Na boisku po raz pierwszy w składzie kopenhaskiej drużyny wystąpił w meczu Pucharu Danii przeciwko FC Roskilde. Olsen wszedł na boisko w 35. minucie meczu, gdy jego drużyna wygrywała już 3:0. W rozgrywkach ligowych pojawił się po raz pierwszy 13 kwietnia 2015 w meczu przeciwko Silkeborg IF. Pierwszego gola dla FC København Olsen zdobył 14 maja 2015. Było to spotkanie finału Pucharu Danii przeciwko FC Vestsjælland, a Olsen w 84 minucie, przy wyniku 2:1 zmienił Rúrika Gíslasona. Drużyna przeciwna zdołała wyrównać i o rozstrzygnięciu meczu zadecydowała dogrywka, w której Olsen zdobył zwycięską bramkę dla swojej drużyny. Dwa tygodnie później Olsen zdobył swoją pierwszą bramkę ligową w meczu przeciwko Odense Boldklub. Zwycięstwo 1:0 pozwoliło FC København utrzymać drugie miejsce w tabeli ligowej do końca sezonu.
22 grudnia 2015 Olsen podpisał umowę z drugoligowym Vendsyssel FF, na mocy której został wypożyczony do tego klubu do końca sezonu. Zagrał dla niego w jedenastu meczach, nie zdobywając żadnej bramki. Klub na koniec sezonu zajął czwarte miejsce w tabeli. W lipcu 2016 Olsen podpisał trzyletni kontrakt z pierwszoligowym Randers FC. W barwach nowego klubu zadebiutował 5 sierpnia 2016 w wygranym 1:0 meczu przeciwko AC Horsens, pierwszą bramkę zdobył zaś 5 listopada 2016 w spotkaniu z FC Nordsjælland (2:1). Łącznie rozegrał dla Randers dziewięć spotkań ligowych, w których strzelił jednego gola.
21 kwietnia 2018 Olsen przeszedł do islandzkiego Fimleikafélag Hafnarfjarðar. W lidze islandzkiej zadebiutował 28 kwietnia 2018 w wygranym 1:0 meczu z Ungmennafélag Grindavíkur. Pierwszego gola w tych rozgrywkach strzelił 13 maja 2018 w spotkaniu z Fjölnir (3:2). Łącznie w barwach FH wystąpił w 38 ligowych spotkaniach, w których zdobył 12 bramek.
W styczniu 2020 Olsen został zawodnikiem szwedzkiego Helsingborgs IF. W Allsvenskan zadebiutował 22 czerwca 2020 w zremisowanym 0:0 spotkaniu z IF Elfsborg. Pierwszego gola w najwyższej lidze szwedzkiej strzelił 23 lipca 2020 w zremisowanym 1:1 meczu z Örebro SK. W 2020 Helsingborgs spadł z Allsvenskan, jednak w następnym roku powrócił do tych rozgrywek po wygranych barażach z Halmstads BK. W marcu 2022 Olsen doznał kontuzji kolana, która wykluczyła go z gry do końca tego roku.
17 stycznia 2023 Olsen podpisał kontrakt z norweskim Fredrikstad FK. W 1. divisjon swój pierwszy mecz rozegrał 16 maja 2023 z KFUM Oslo (1:0). Pierwszego gola w drugiej lidze norweskiej strzelił 23 września 2023 w wygranym 2:1 spotkaniu z Ranheim Fotball. W 2023 Fredrikstad zwyciężył w 1. divisjon i awansował do Eliteserien. W pierwszej lidze norweskiej Olsen zadebiutował 1 kwietnia 2024 w przegranym 0:2 meczu z FK Bodø/Glimt.

## Kariera reprezentacyjna
Olsen zadebiutował w rozgrywkach międzynarodowych 20 września 2010 w meczu reprezentacji U-17 przeciwko Słowacji w ramach eliminacji Mistrzostw Europy, przegranym przez Wyspy Owcze 0:3. W ramach reprezentacji U-17 rozegrał 10 spotkań, nie zdobywając żadnej bramki. Zagrał także w sześciu meczach reprezentacji U-19 i czterech reprezentacji U-21.
W seniorskiej kadrze zadebiutował 11 października 2014 w przegranym 0:2 meczu eliminacji do Euro 2016 przeciwko Irlandii Północnej. Pierwszą bramkę zaś zdobył 13 czerwca 2015 w wygranym 2:1 meczu z reprezentacją Grecji w ramach tych samych eliminacji.

## Sukcesy

### Klubowe
FC København
- Wicemistrzostwo Danii (1x): 2014/2015
- Puchar Danii w piłce nożnej (1x): 2014/2015

Fredrikstad FK
- 1. divisjon (1x): 2023